# Eparhia Reformată din Ardeal
Eparhia Reformată din Ardeal (în maghiară Erdélyi Református Egyházkerület), cu sediul în Cluj, str. I.C. Brătianu nr. 51 (fostă Király utca, în trad. "Ulița Regelui"), este una din cele două eparhii ale Bisericii Reformate din România. Episcopul reformat de Cluj este Béla Kató.

## Episcopi
- János Vásárhelyi
- Gyula Nagy
- Kálmán Csiha
- Géza Pap
- Béla Kató

## Protopopiate
- Protopopiatul Reformat Aiud
- Protopopiatul Reformat Baraolt
- Protopopiatul Reformat Brașov
- Protopopiatul Reformat Câmpiei Mureșene
- Protopopiatul Reformat Cluj
- Protopopiatul Reformat Țări Călatei
- Protopopiatul Reformat Dej
- Protopopiatul Reformat Hunedoara
- Protopopiatul Reformat Kézdi-Orbai
- Protopopiatul Reformat Mureș
- Protopopiatul Reformat Sepsi
- Protopopiatul Reformat Târnavelor
- Protopopiatul Reformat Turda
- Protopopiatul Reformat Odorhei
- Protopopiatul Reformat Văii Gurghiului